# Natalia Smirnicka
Natalia Smirnicka (ur. 8 września 1927, zm. 2004) – lekkoatletka specjalizująca się w rzucie oszczepem, która reprezentowała Związek Radziecki.
W roku 1950 odniosła największy sukces zdobywając w Brukseli złoty medal i tytuł mistrzyni Europy. Dwa razy ustanawiała nowy rekord świata doprowadzając go wyniku 53,41 w 1949 roku.